# 丹尼尔·维芬
丹尼尔·维芬（英語：Daniel Wiffen，2001年7月14日—），爱尔兰男子游泳运动员，2022年英联邦运动会男子1500米自由泳银牌得主、2024年世界游泳锦标赛男子800米自由泳金牌得主。